# IC 5285
IC 5285 ist eine Galaxie vom Hubble-Typ S? im Sternbild Pegasus am Nordsternhimmel. Sie ist schätzungsweise 283 Millionen Lichtjahre von der Milchstraße entfernt und hat einen Durchmesser von etwa 130.000 Lj. 

Im selben Himmelsareal befindet sich u. a. die Galaxie NGC 7489.
Entdeckt wurde das Objekt am 23. November 1897 von Stéphane Javelle.